# Neuhauser Straße
La Neuhauser Straße es una calle que forma parte de la zona peatonal más grande y antigua del centro histórico de Múnich (Alemania). En ella se encuentran muchas tiendas y restaurantes.

## Ubicación
La calle discurre de forma casi rectilínea en dirección sureste-noroeste hacia fuera de la ciudad, desde la intersección con el Färbergraben y la Augustinerstraße hasta la Karlsplatz (Stachus). Tiene una longitud de unos 350 metros. Hacia la Marienplatz, la Neuhauser Straße se convierte en la Kaufingerstraße. Por debajo de la Neuhauser Straße y la Kaufingerstraße pasan las líneas principales del S-Bahn de Múnich que discurren entre las estaciones de Marienplatz y Karlsplatz.

## Historia

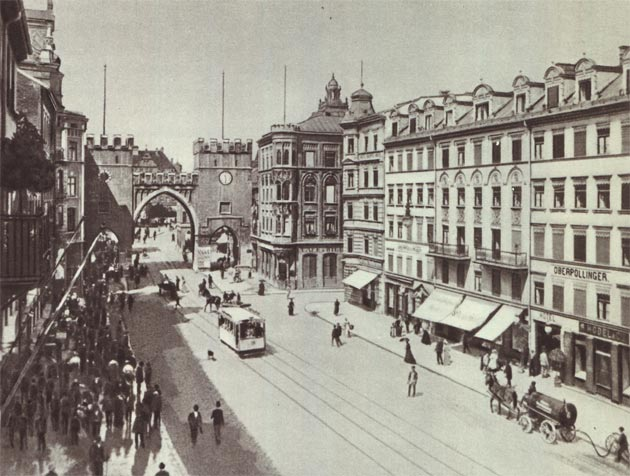
La Neuhauser Straße en 1900.

La calle existe desde al menos 1293, año del que data su primera mención por escrito, y se llamó Karlstraße desde 1815 hasta 1828, y posteriormente Neuhausergasse.
Fue reconstruida en 1972 y transformada de una conexión principal para el tráfico con dos líneas de tranvía en una zona peatonal; el motivo de esto fueron las Olimpiadas de 1972, para las cuales se esperaba una gran afluencia de tráfico adicional. El nombre de la calle se debe al antiguo pueblo y actual distrito de Neuhausen, hacia donde se dirige la calle en su recorrido hacia fuera de su ciudad. Al sur de la calle se encuentra el Angerviertel (barrio de Angers) y al norte, el Hackenviertel (barrio de Hacken).

## Edificios de interés

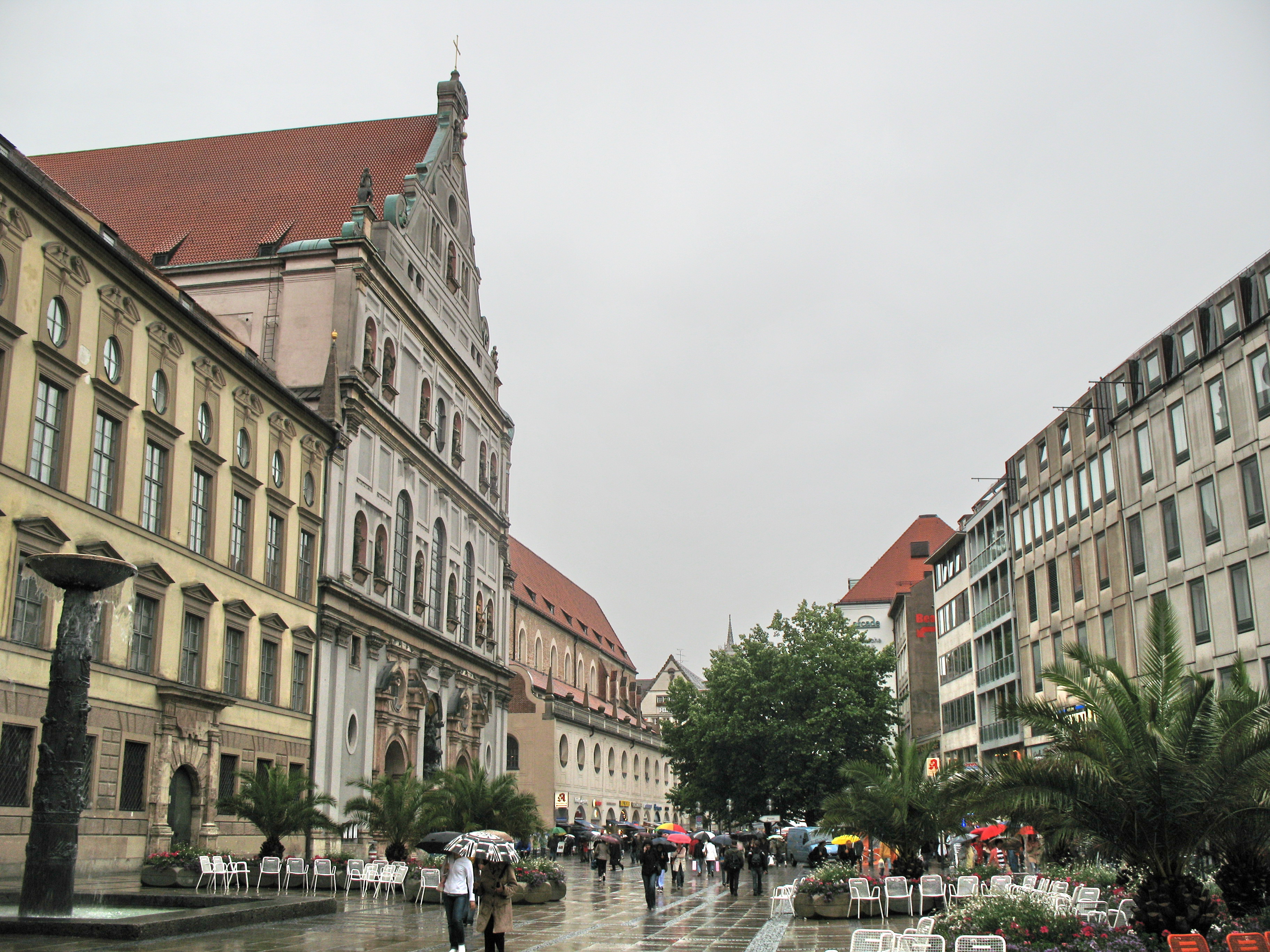
La Neuhauser Straße con la iglesia de San Miguel y la iglesia de los Agustinos a la izquierda.

- N.º 2: es la antigua iglesia de los Agustinos (Augustinerkirche), que pertenecía al monasterio de los agustinos (Augustinerkloster); en la actualidad, alberga el Museo Alemán de la Caza y la Pesca[3] y tiendas, mientras en el anexo posterior están las oficinas de la jefatura de policía de Múnich (Polizeipräsidium München), en Ettstraße 2-4.
- N.º 6: iglesia de San Miguel.
- N.º 8: Antigua Academia (Wilhelminum), en el antiguo colegio jesuita donde, desde 1956 hasta 2012, estaba situada la sede de la Oficina Estatal de Estadística y Procesamiento de Datos de Baviera.[4] Delante de este edificio está la fuente de Richard Strauss,[5] y en el ala oeste están los grandes almacenes Hettlage.
- N.º 17: antiguo edificio comercial H. Ehrlicher, actuales grandes almacenes Zweiflers.
- N.º 18: grandes almacenes Oberpollinger, antiguamente Karstadt.
- N.º 20: fuente Satyrherme mit Knabe (también llamada Brunnenbuberl).
- N.º 21: tienda de SportScheck.
- N.º 14: iglesia del Salón de los Ciudadanos (Bürgersaalkirche).
- N.º 27: restaurante Augustinerbräu en una casa pintada de estilo neorrenacentista.
- N.º 39: grandes almacenes Saturn y una perfumería, antiguos grandes almacenes Hertie.

Poco antes de llegar a la Karlsplatz está la Karlstor, llamada Neuhauser Tor hasta 1791.